# Moche (ciutat)
Moche és una ciutat peruana, capital del districte homònim, ubicat a la província de Trujillo en el departament de La Libertad. Alberga una població de 42.000 hab. segons estimacions de l'INEI per al 2020. Forma una conurbació amb la ciutat de Trujillo formant part de Trujillo Metropolità. És a la vall de Moche, antigament el centre de desenvolupament de la mil·lenària cultura mochica. Actualment és una destinació important del circuit turístic anomenada la Ruta Moche.
Enrique Brüning (corroborat per Larco Hoyle a l'estudi antic de l'idioma mochica) sosté que la paraula mochika significa 'reverència' o 'adoració religiosa'.'
Hi ha quatre versions versemblants pel que fa a la instal·lació del llogaret espanyol de Moche sobre el llogaret indígena de Muchi:
- Va ser fundada el dia de Santa Llúcia al desembre de 1534.
- Entre 1536 i 1537, segons el capità intendent Diego de Mora, que va dir haver-la fundat.
- El 1549, segons una reducció d'Índies (per facilitar la recaptació d'impostos) analitzada pel Dr. Víctor Antonio Rodríguez Suy Suy, i que es va prendre com a data de creació històrica de Moche com a ciutat hispana al Cabildo del 17 d'octubre de 1979 .
- 1556, segons el Dr. Jorge Cevallos Quiñónez

## Festivitats
- Fira de San José, Cada any Les Delícies es vesteix de gala per celebrar la festa de Sant Josep realitzada durant els dies 17,18,i 19 de març; és una festa patronal convertida en tradició amb forta influència espanyola, en la qual es gaudeixen diverses activitats per a adults, joves i nens, els amfitrions de la festa són Josep i Josefa així com la Maja; l'esdeveniment s'inicia amb la designació de personatges, activitats de tavernes, estudiantines, balls flamencs, etc. Aquesta festa ve acompanyada d'una processó del sant patró Sant Josep, la desfilada de modes, la corrida de bous, la cercavila dels personatges, la pamplonada i el toromatch en el qual intervenen diversos equips d'altres localitats com Huanchaco, Pacasmayo, etc. Algunes cases del balneari que es converteixen en tavernes i llueixen motius espanyols com banderoles, grimaldes, afiches.[6][7]
- Festivitat Regional de Setmana Santa de Moche, declarada Patrimoni Cultural de la Nació pel Ministeri de Cultura per ser una important celebració religiosa, on es posen en manifest elements tradicionals propis de la cultura local, la qual constitueix un referent d'identitat per a aquesta població, hereva d´una important tradició de ritualitat.
- Aniversari de Fundació espanyola, se celebra al mes d'octubre.[8]

## Galeria de fotos

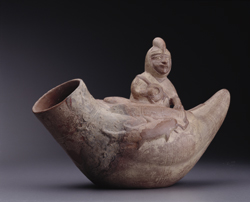
Pescador mochica
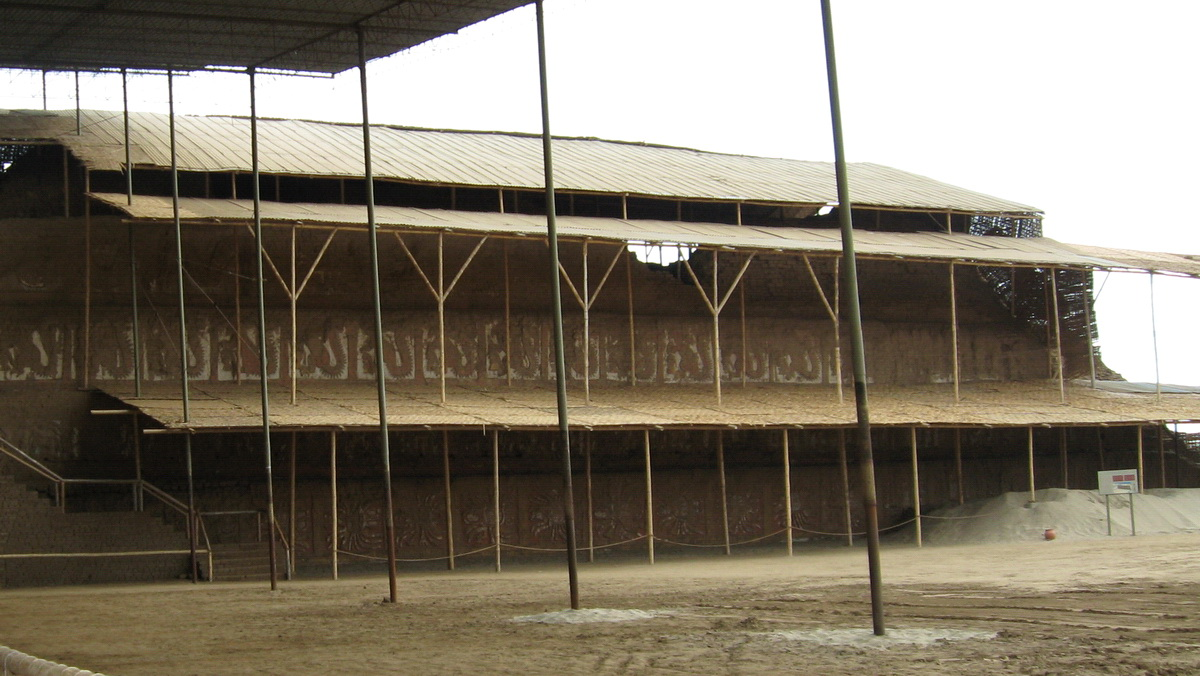
Huaca de la Lluna (capital religiosa dels mochicas)
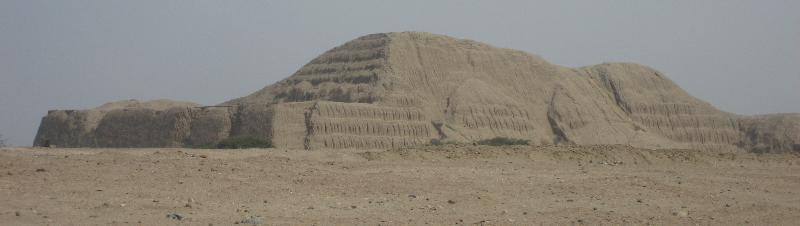
Huaca del Sol (capital política dels mochiques)
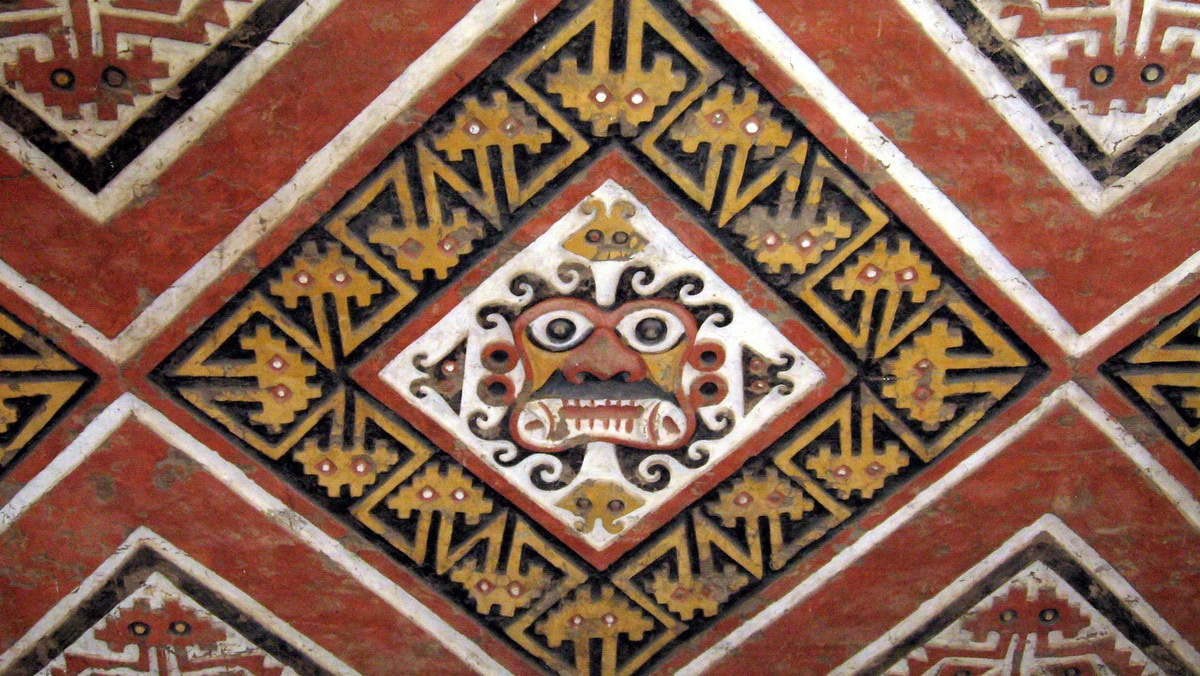
Déu mochica Aiapaec
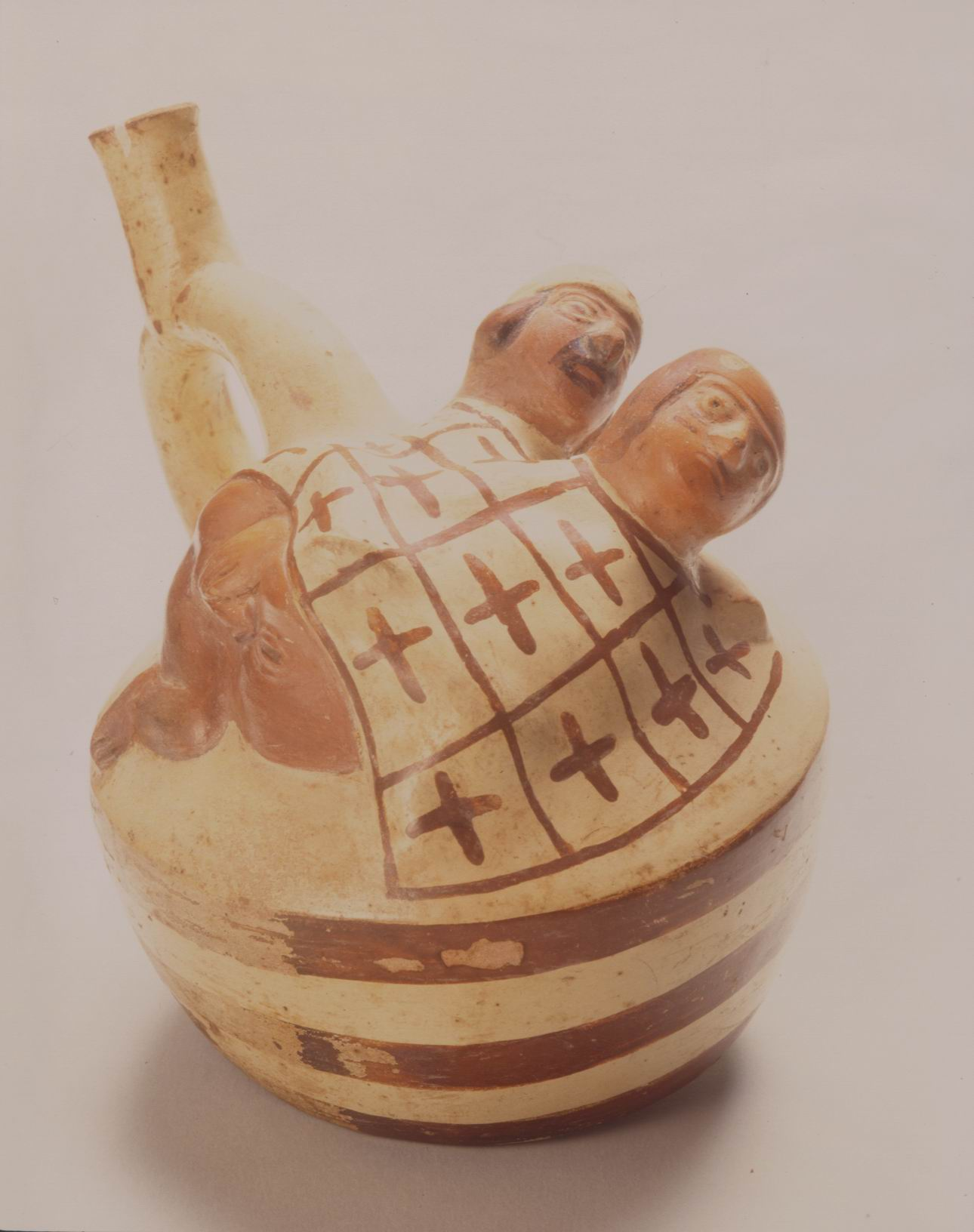
Ceràmica eròtica mochica
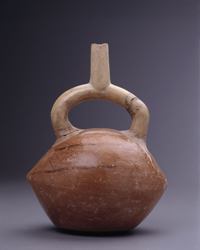
Atuell mochique
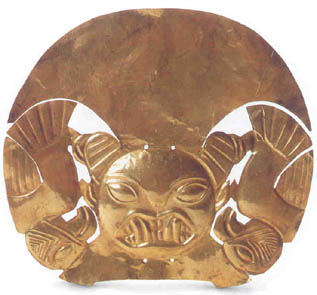
Tocat mochica
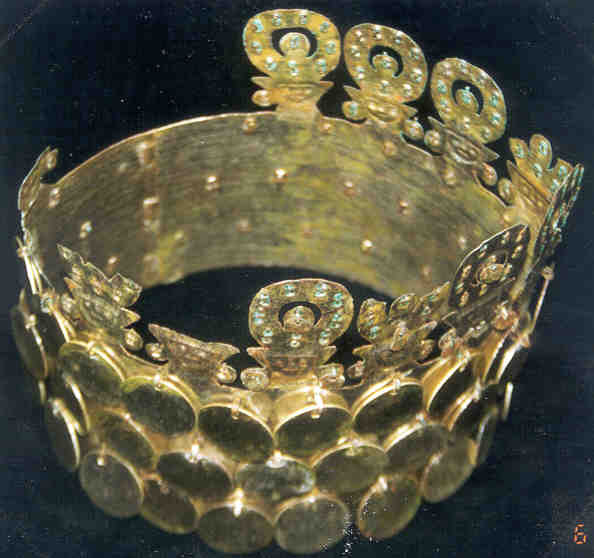
Art orfebre mochica
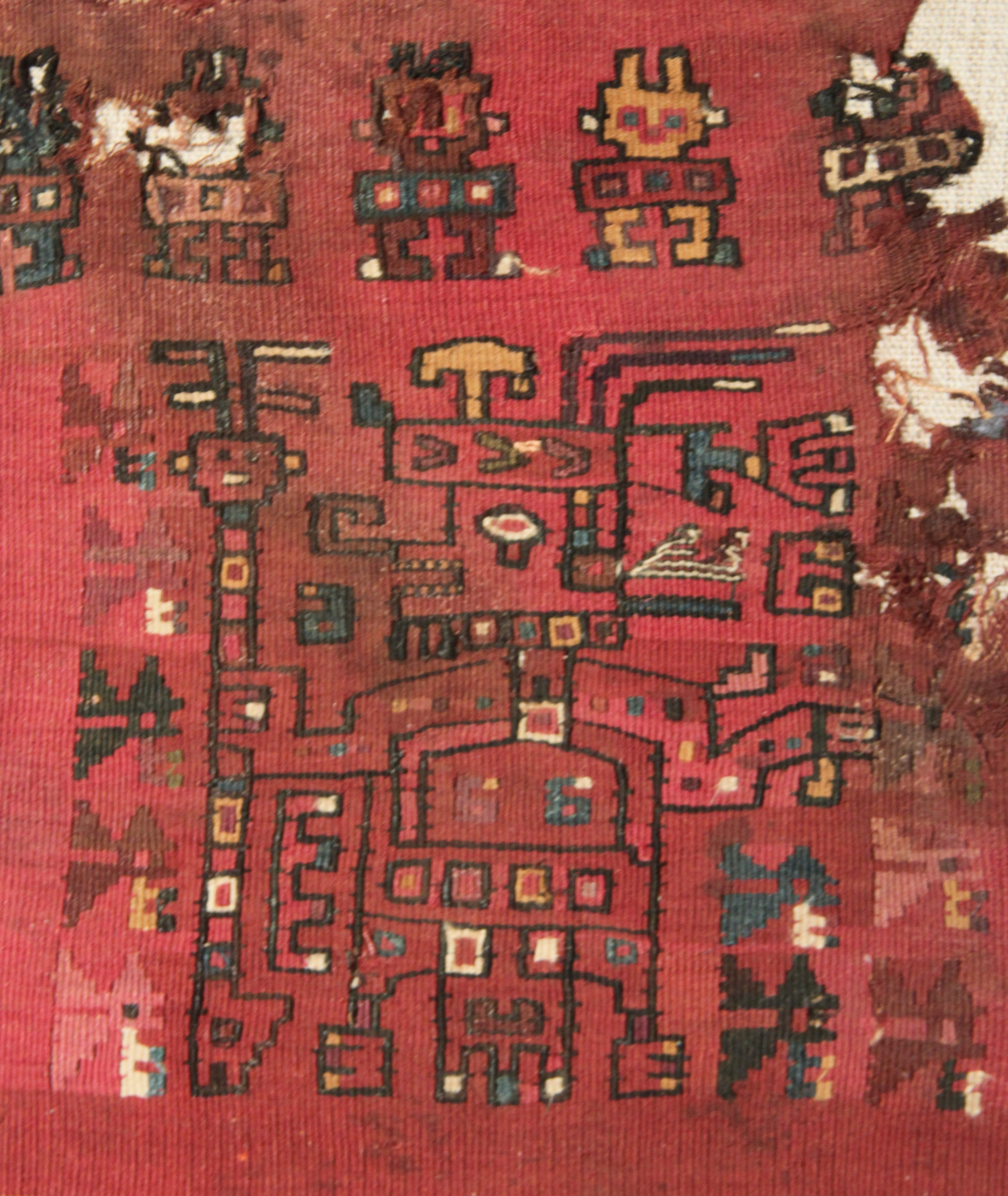
Tapís mochica
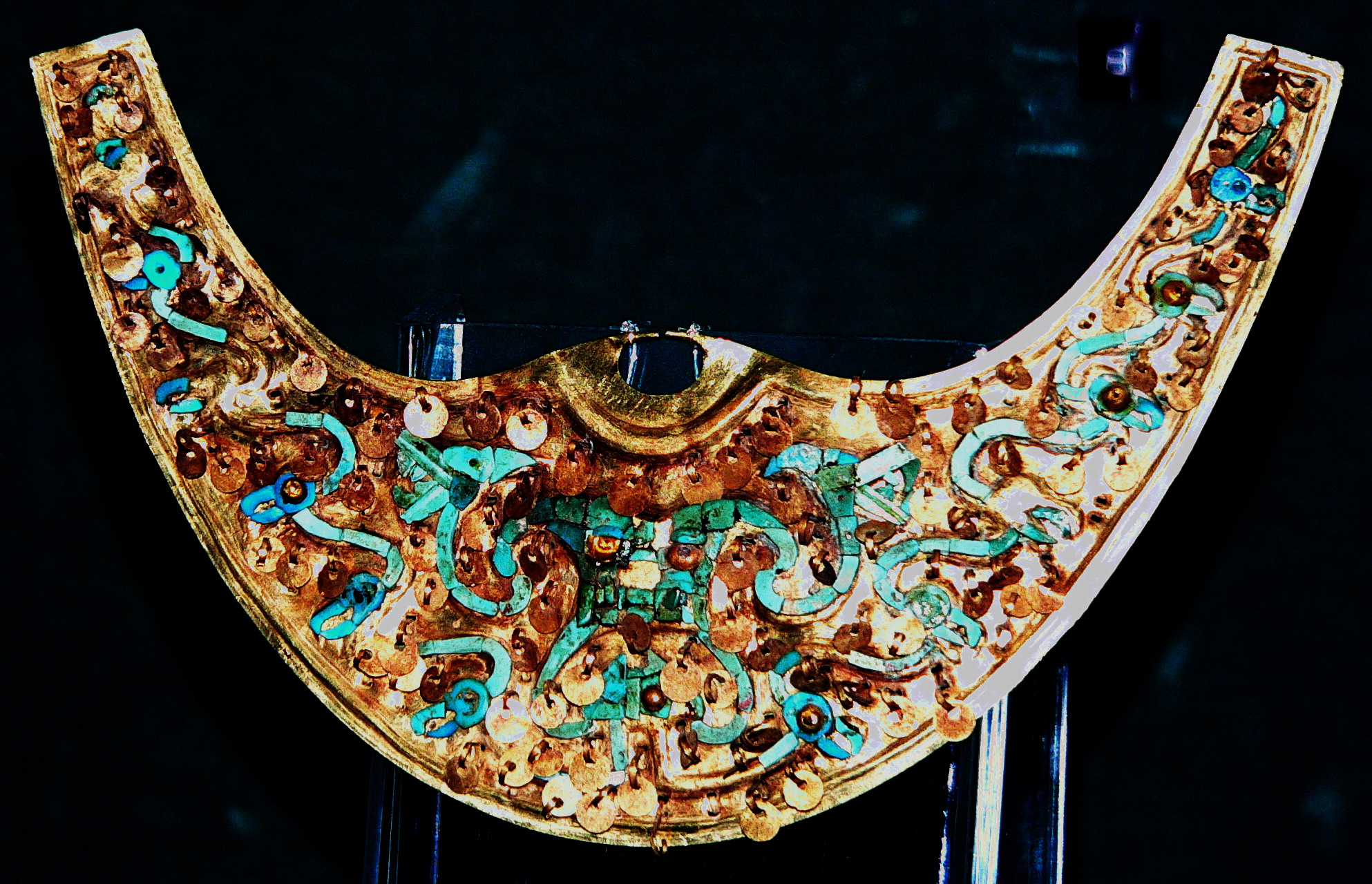
Nassera mochica